# أوروش ميلوتينوفيتش
أوروش ميلوتينوفيتش هو لاعب كرة قدم صربي، ولد في 23 أكتوبر 1962، وتوفي في 27 أبريل 2015. لعب مع نادي بارتيزان.